# Eremitage Arlesheim
Eremitage Arlesheim är en park i Schweiz.   Den ligger i distriktet Bezirk Arlesheim och kantonen Basel-Landschaft, i den centrala delen av landet, 60 km norr om huvudstaden Bern. Eremitage Arlesheim ligger 390 meter över havet.
Terrängen runt Eremitage Arlesheim är huvudsakligen kuperad, men åt nordväst är den platt. Terrängen runt Eremitage Arlesheim sluttar norrut. Runt Eremitage Arlesheim är det ganska tätbefolkat, med 93 invånare per kvadratkilometer.. Närmaste större samhälle är Basel, 8,5 km nordväst om Eremitage Arlesheim. 
I omgivningarna runt Eremitage Arlesheim växer i huvudsak blandskog.